# Мандрела (Кјети)
Мандрела (итал. Mandrella) је насеље у Италији у округу Кјети, региону Абруцо.
Према процени из 2011. у насељу је живело 13 становника. Насеље се налази на надморској висини од 235 м.